# گالدر سرریا
گالدر سرریا (انگلیسی: Galder Cerrajería؛ زادهٔ ۵ آوریل ۱۹۸۹) بازیکن فوتبال اهل اسپانیا است.
از باشگاه‌هایی که در آن بازی کرده‌است می‌توان به باشگاه فوتبال میراندس، باشگاه فوتبال رئال اویدو، باشگاه فوتبال اتلتیک بیلبائو بی، و باشگاه فوتبال رئال مورسیا اشاره کرد.